# Bahnstrecke Luxey–Mont-de-Marsan
| Brücke über die Midouze in Mont-de-Marsan |                      |                                                                                                 |                                                                                                |
| Streckenlänge: | 45,0 km              |                                                                                                 |                                                                                                |
| Spurweite: | 1435 mm (Normalspur) |                                                                                                 |                                                                                                |
| |                      |                                                                                                 |                                                                                                |
| \| \| \| Bahnstrecke Nizan–Luxey v. Nizan ü. St-Symphorien (SE) \| \| \| \| ~-0,2 \| D 651 (ehem. N 651) \| D 651 (ehem. N 651) \| \| \| 0,0 \| Luxey \| Luxey \| \| \| 2,3 \| Sigarreyre (ab 1912) \| Sigarreyre (ab 1912) \| \| \| ~4,4 \| D 651 (ehem. N 651) \| D 651 (ehem. N 651) \| \| \| 7,x \| Batharière (ab 1906) \| Batharière (ab 1906) \| \| \| 12,x \| Le Sen \| Le Sen \| \| \| ~16,2 \| D 651 (ehem. N 651) \| D 651 (ehem. N 651) \| \| \| 18,x \| Labrit \| Labrit \| \| \| ~18,8 \| Estrigon \| Estrigon \| \| \| 24,4 \| D 651 (ehem. N 651) \| D 651 (ehem. N 651) \| \| \| 25,x \| Brocas-les-Forges \| Brocas-les-Forges \| \| \| \| D 651 (ehem. N 651) \| \| \| \| ~31,9 \| Cère \| Cère \| \| \| 35,x \| Parentis-Uchacq \| Parentis-Uchacq \| \| \| \| \| \| \| \| ~41,2 \| Base Aérienne Mont-de-Marsan (seit 1911) \| Base Aérienne Mont-de-Marsan (seit 1911) \| \| \| \| \| \| \| \| ~42,6 \| Tanklager Flughafen \| Tanklager Flughafen \| \| \| \| D 649 (ehem. N 649) \| \| \| \| 43,x \| Mont-de-Marsan Saint-Jean-d'Août \| Mont-de-Marsan Saint-Jean-d'Août \| \| \| \| D 651 (ehem. N 651) \| \| \| \| ~44,7 \| Midouze \| Midouze \| \| \| \| D 624 (ehem. N 624) \| \| \| \| \| \| \| \| \| \| Bahnstrecke Dax–Mont-de-Marsan von Dax und Bahnstrecke Morcenx–Bagnères-de-Bigorre von Morcenx \| \| \| \| \| \| \| \| \| 45,2 \| Mont-de-Marsan \| Mont-de-Marsan \| \| \| \| Bahnstrecke Morcenx–Bagnères-de-Bigorre n. Bagnères \| \| \| \| \| \| \| \| \| \| Bahnstrecke Marmande–Mont-de-Marsan n. Marmande und Bahnstrecke Nérac–Mont-de-Marsan nach Nérac \| \| |                      |                                                                                                 |                                                                                                |
| |                      | Bahnstrecke Nizan–Luxey v. Nizan ü. St-Symphorien (SE)                                          |                                                                                                |
| Bahnübergang (Strecke außer Betrieb) | ~-0,2                | D 651 (ehem. N 651)                                                                             | D 651 (ehem. N 651)                                                                            |
| Bahnhof (Strecke außer Betrieb) | 0,0                  | Luxey                                                                                           | Luxey                                                                                          |
| Haltepunkt / Haltestelle (Strecke außer Betrieb) | 2,3                  | Sigarreyre (ab 1912)                                                                            | Sigarreyre (ab 1912)                                                                           |
| Bahnübergang (Strecke außer Betrieb) | ~4,4                 | D 651 (ehem. N 651)                                                                             | D 651 (ehem. N 651)                                                                            |
| Haltepunkt / Haltestelle (Strecke außer Betrieb) | 7,x                  | Batharière (ab 1906)                                                                            | Batharière (ab 1906)                                                                           |
| Bahnhof (Strecke außer Betrieb) | 12,x                 | Le Sen                                                                                          | Le Sen                                                                                         |
| Bahnübergang (Strecke außer Betrieb) | ~16,2                | D 651 (ehem. N 651)                                                                             | D 651 (ehem. N 651)                                                                            |
| Bahnhof (Strecke außer Betrieb) | 18,x                 | Labrit                                                                                          | Labrit                                                                                         |
| Brücke über Wasserlauf (Strecke außer Betrieb) | ~18,8                | Estrigon                                                                                        | Estrigon                                                                                       |
| Bahnübergang (Strecke außer Betrieb) | 24,4                 | D 651 (ehem. N 651)                                                                             | D 651 (ehem. N 651)                                                                            |
| Bahnhof (Strecke außer Betrieb) | 25,x                 | Brocas-les-Forges                                                                               | Brocas-les-Forges                                                                              |
| Bahnübergang (Strecke außer Betrieb) |                      | D 651 (ehem. N 651)                                                                             | D 651 (ehem. N 651)                                                                            |
| Bahnhof (Strecke außer Betrieb) | ~31,9                | Cère                                                                                            | Cère                                                                                           |
| Bahnhof (Strecke außer Betrieb) | 35,x                 | Parentis-Uchacq                                                                                 | Parentis-Uchacq                                                                                |
| Abzweig geradeaus und nach halbrechts |                      |                                                                                                 |                                                                                                |
| Strecke nach halblinks und von halblinks | ~41,2                | Base Aérienne Mont-de-Marsan (seit 1911)                                                        | Base Aérienne Mont-de-Marsan (seit 1911)                                                       |
| Abzweig geradeaus und von halbrechts |                      |                                                                                                 |                                                                                                |
| Abzweig geradeaus und von links (Strecke außer Betrieb) | ~42,6                | Tanklager Flughafen                                                                             | Tanklager Flughafen                                                                            |
| Bahnübergang (Strecke außer Betrieb) |                      | D 649 (ehem. N 649)                                                                             | D 649 (ehem. N 649)                                                                            |
| Bahnhof (Strecke außer Betrieb) | 43,x                 | Mont-de-Marsan Saint-Jean-d'Août                                                                | Mont-de-Marsan Saint-Jean-d'Août                                                               |
| Bahnübergang (Strecke außer Betrieb) |                      | D 651 (ehem. N 651)                                                                             | D 651 (ehem. N 651)                                                                            |
| Brücke über Wasserlauf (Strecke außer Betrieb) | ~44,7                | Midouze                                                                                         | Midouze                                                                                        |
| Brücke (Strecke außer Betrieb) |                      | D 624 (ehem. N 624)                                                                             | D 624 (ehem. N 624)                                                                            |
| |                      |                                                                                                 |                                                                                                |
| Strecke quer · Strecke von rechts |                      | Bahnstrecke Dax–Mont-de-Marsan von Dax und Bahnstrecke Morcenx–Bagnères-de-Bigorre von Morcenx  | Bahnstrecke Dax–Mont-de-Marsan von Dax und Bahnstrecke Morcenx–Bagnères-de-Bigorre von Morcenx |
| |                      |                                                                                                 |                                                                                                |
| Bahnhof Streckenende und Streckenende | 45,2                 | Mont-de-Marsan                                                                                  | Mont-de-Marsan                                                                                 |
| Abzweig geradeaus und nach rechts |                      | Bahnstrecke Morcenx–Bagnères-de-Bigorre n. Bagnères                                             | Bahnstrecke Morcenx–Bagnères-de-Bigorre n. Bagnères                                            |
| |                      |                                                                                                 |                                                                                                |
| |                      | Bahnstrecke Marmande–Mont-de-Marsan n. Marmande und Bahnstrecke Nérac–Mont-de-Marsan nach Nérac |                                                                                                |

Die Bahnstrecke Luxey–Mont-de-Marsan war ein eingleisige, 45,23 km lange südfranzösische Lokalbahn, die in Nord-Südrichtung Luxey mit Mont-de-Marsan verband. Sie wurde 1906 eröffnet und 1964 endgültig geschlossen. Als Sekundärbahn war sie immer im Besitz einer privaten Gesellschaft, der Chemin de fer de Luxey à Mont-de-Marsan (LM), die sonst keine anderen Strecken unterhielt.

## Geschichte

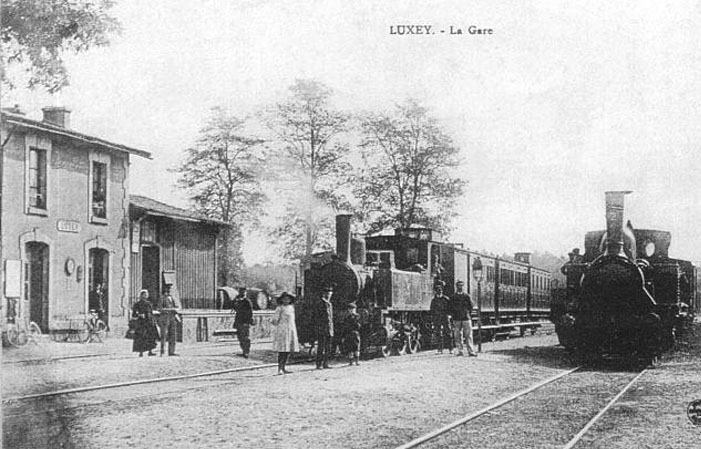
Bahnhof Luxey in den Anfangsjahren

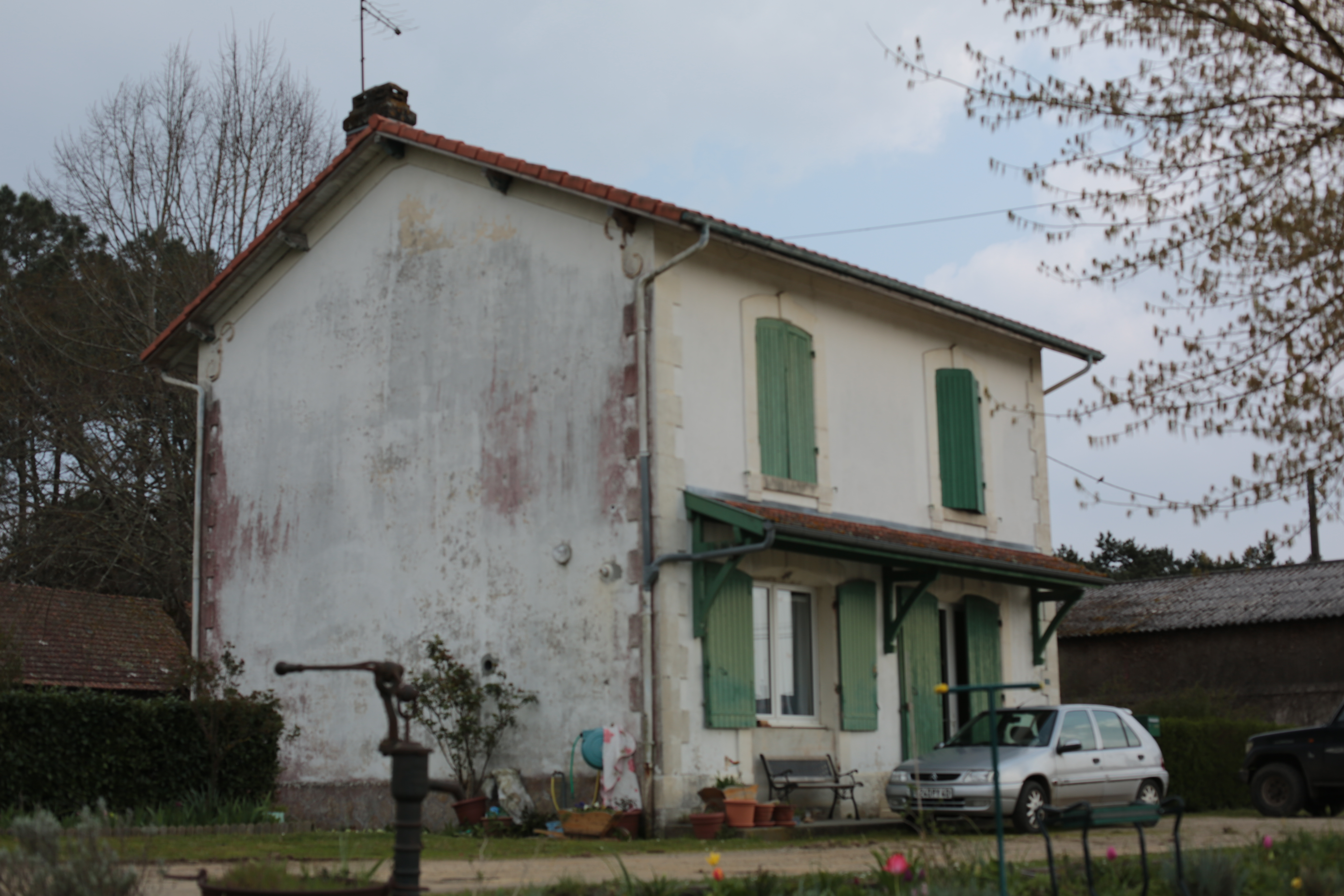
Ehemaliger Bahnhof Brocas-les-Forges. 2013

Bereits seit 1886 gab es in Luxey von Norden her  Gleisanschluss, der von der Bahngesellschaft Chemin de fer d'intérêt local du Nizan à Saint Symphorien betrieben wurde. Diese Strecke war von Saint-Symphorien auch über die Départementsgrenze Gironde / Landes hinweg zunächst bis Sore, dann bis Luxey schon zweimal verlängert worden. Doch in dem anderen Département fand sich mit Pierre Ortal ein anderer Investor. Er war Chefingenieur der Sekundärbahngesellschaft Chemins de fer des Landes und bereits Investor des Badeorts, der seiner Heimatstadt Lacanau vorgelagert ist. Darüber hinaus war er auch an der Stichstrecke La Teste–Cazaux und der Bäderstraßenbahn in Arcachon beteiligt. Er stellte am 10. Juli 1902 den Konzessionsantrag für diese Strecke. Sie sollte vor allem den Abtransport von Holz erleichtern, aber auch für Personentransport geeignet sein. Entsprechend wurde die Konzession auch „für öffentliches Interesse“ genehmigt. Sowohl das Geschäftsmodell als auch die Geschäftsführung und der laufende Betrieb war auf geringe Kosten ausgelegt. In der Zentrale in Mont-de-Marsan befand sich sowohl die Verwaltung als auch der zentrale Depotstandort, die Bahnhöfe besaßen einfachste Ausstattung und waren teilweise ohne Personal.
Die Strecke mit einer Länge von 36,5 km wurde am 12. Juli 1906 eingeweiht. Es verkehrten täglich zwei Zugpaare und ein weiterer dienstags an den Markttagen in Mont-de-Marsan, der aus dem weiter nördlich gelegenen Sore kam und abends dorthin zurück fuhr. Während der Jahre deutscher Besatzung während des Zweiten Weltkriegs wurde die Graslandebahn des Flughafens Base aérienne 118 von Mont-de-Marsan nördlich der Midouze betoniert und verlängert. Dazu mussten die RD 53 und die N 651 sowie die Trasse der Eisenbahnstrecke von Luxey westlich verschwenkt werden. Die Strecke verlängerte sich um ca. drei Kilometer.
Im August 1939 wurden auf der Strecke zwei De-Dion-Bouton-Triebwagen des Typs OR mit Holzvergaser in Betrieb genommen. Die beiden zweiachsigen Drehgestelle trugen eine 13,7 m lange und 3 m breite Karosserie mit 22,8 t Leergewicht. Dieser Wagen war mit seinen 22 kg/m ideal für Nebenstrecken, die nur mit einer wenig belastbaren Vignoleschiene ausgestattet waren. Die Wagen besaßen 45 Sitzplätze, davon 3 Klappsitze. Ein sechs Quadratmeter großes Abteil war dem Gepäck oder bei großem Fahrgastaufkommen maximal 20 Stehplätzen vorbehalten. Ein in gleicher Bauweise gebauter, 7,5 t schwerer Anhänger konnte die Garnitur vervollständigen. Die Zuladung betrug 5,2 bzw. 3,2 t.
Einen Monat später, im September 1939 wurde die Strecke wegen Ausbruch des Zweiten Weltkriegs nicht mehr bedient, doch einige Wochen später konnte der Betrieb mit Einschränkungen wieder aufgenommen werden.
Die Schließung des Reiseverkehrs erfolgte aus wirtschaftlichen Gründen 1955, nachdem in den 1930er Jahren über mehrere Jahre noch ein weiteres Zugpaar eingesetzt worden war, das darauf schließen lässt, dass die Züge ausgelastet waren. 1959 war auch der Frachtverkehr zu Ende. Lediglich der vier Kilometer lange, südliche Zipfel zum Flughafen blieb noch bis 1964 in Betrieb. Kurz darauf wurde die Strecke vollständig entwidmet. Nach anderen Quellen wurde auch der Personenverkehr bis 1964 aufrechterhalten. Ein dritter De-Dion-Bouton-Triebwagen kam 1960 gar noch durch die Auflösung der Bahnstrecke Labouheyre-Mimizan-Plage zum Wagenbestand hinzu.